# Honolulu Hale

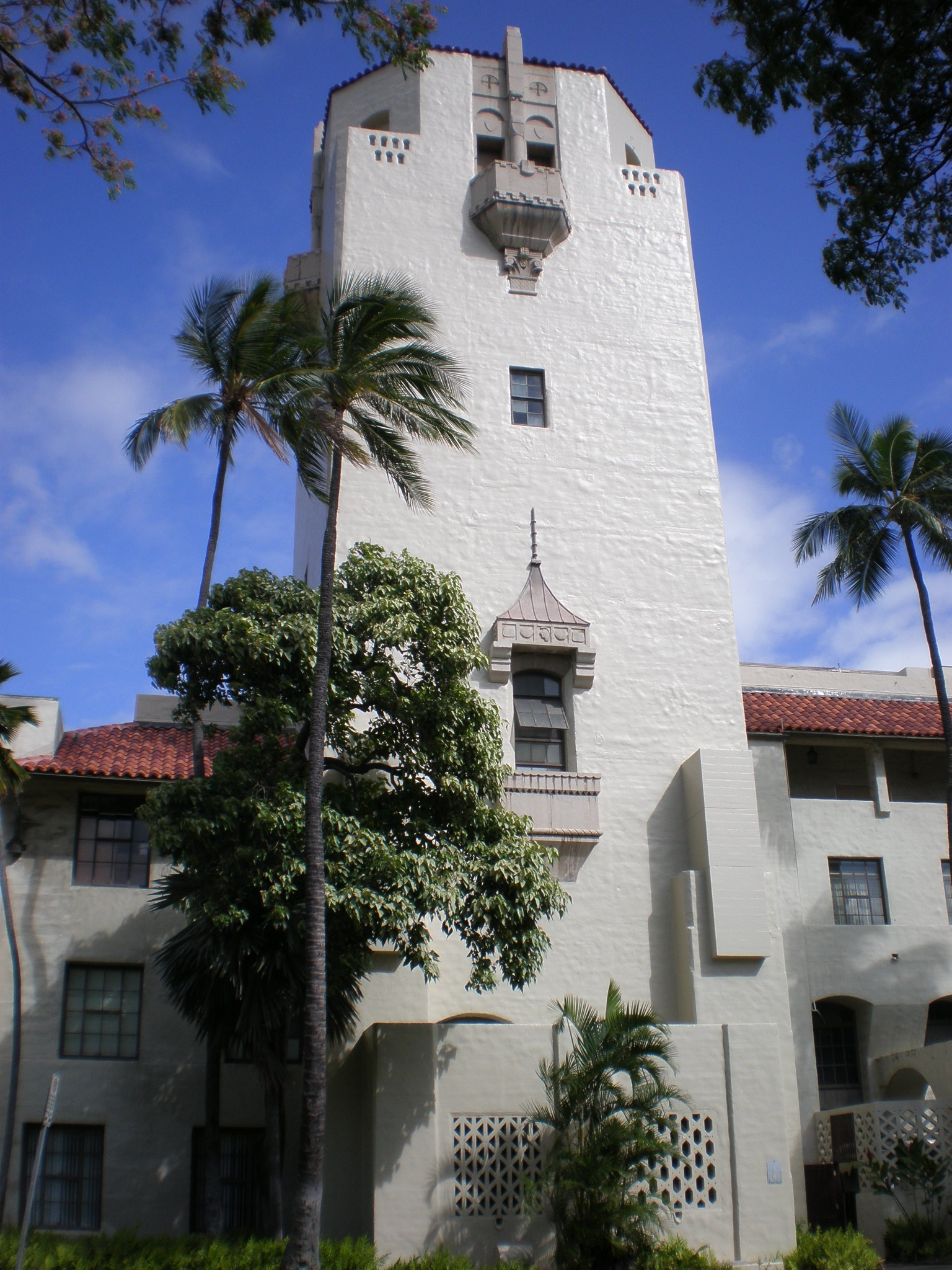
Turm

Shaka Santa mit Tutu Mele

Die Honolulu Hale (Hale bedeutet auf Hawaiisch ‚Haus‘) in Honolulu (Hawaii) ist der offizielle Verwaltungssitz des Honolulu County. In der Honolulu Hale, die am 26. November 1929 eröffnet wurde, befinden sich die Kammern des Bürgermeisters und des Stadtrats.
Im Jahr 1925 erwarb die Stadt für 246.000 US-Dollar das Grundstück im Zentrum der Missionarskolonie. Das neue Rathaus sollte die Schönheit des nahegelegenen ʻIolani-Palasts erhöhen. Es wurde durch die Architekten C. W. Dickey, Hart Wood, Robert G. Miller, Guy Rothwell und Marcus C. Lester im Italianate- und modernen spanischen Kolonialstil erbaut und hat vier Stockwerke, der an der Front zur Punchbowl Street stehende, an mittelalterlichen Bauformen orientiert gestaltete Turm sechs. Der Innenhof, die Treppe und die offene Decke wurden nach dem Palazzo del Bargello in Florenz gestaltet. Als Baumaterial diente vor allem Baustahl und Stahlbeton. Das Dach ist mit Terrakotta verkleidet. An der Fassade zur King Street befinden sich die drei Haupteingänge mit Portalbogen, darüber ein Balkon diese Gebäudeseite umlaufend.
Als Contributing Property des Hawaii Capital Historic District wurde Honolulu Hale am 12. Januar 1978 in das National Register of Historic Places aufgenommen.
Vor dem Gebäude werden jedes Jahr zu Weihnachten die beiden zwei Tonnen schweren Statuen des hawaiischen Weihnachtsmanns Shaka Santa mit seiner Frau Tūtū Mele und ein großer, dekorierter Weihnachtsbaum aufgestellt.